# As Donas do Canto: O Sucesso das Estrelas-Intérpretes no Carnaval de Salvador
As Donas do Canto: O Sucesso das Estrelas-Intérpretes no Carnaval de Salvador é um livro de análise musical da escritora e pesquisadora Marilda Santanna lançado em 3 de outubro de 2009 pela Editora da Universidade Federal da Bahia, a EDUFBA. O livro faz uma análise completa sobre o Carnaval de Salvador, o axé music e a obra e carreira de três grandes artistas do gênero: Ivete Sangalo, Daniela Mercury e Margareth Menezes.

## Sinopse
O livro faz um estudo completo sobre o gênero musical do axé music, suas maiores estrelas, o Carnaval de Salvador e a capital da Bahia. São analisados desde a origem do Carnaval até à tradição construída em torno do tipo dos baianos, que se observa desde o século XIX na literatura, teatro e cinema, até o século XX. Também são resssaltados a ascensão de artistas no Carnaval que tornaram-se grandes ícones em todo Brasil, sendo esses três mulheres: Ivete Sangalo, Daniela Mercury e Margareth Menezes. A profissionalização dos blocos de carnaval, do trio elétrico e a proliferação da tecnologia no Brasil são colocados como fatores que levaram essas artistas a se espalhar por todo país, diluindo a cultura da Bahia por diversos locais.
A partir da introdução dessas estrelas, o livro traça uma linha do sucesso e obra das artistas e faz uma analogia com o Carnaval antes e depois da revelação destas desde a segunda metade da década de 1980 e em sua explosão na década de 1990 até os dias de hoje, constituindo um novo modelo de organização artísticas. Analisa-se a trajetória de Ivete Sangalo, Daniela Mercury e Margareth Menezes com intuito de identificar o fator de sucesso delas enquanto autoras e gestoras de suas carreiras.

## Histórico de lançamento
| País   | Data                 | Formato(s) | Editora |
| ------ | -------------------- | ---------- | ------- |
| Brasil | 3 de outubro de 2009 | Capa dura  | EDUFBA  |